# Vida Ferenc (bíró)
Vida Ferenc (Csongrád, 1911. május 4. – Budapest, 1990. november 7.) kommunista jogász, bíró. Az 1956-os forradalmat követő megtorlás pereinek egyik leghírhedtebb, legtöbb halálos ítéletet hozó bírója. A Nagy Imre-per vezető bírájaként vált leginkább ismertté.

## Élete
Egy jómódú ügyvéd apa fiaként született, aki a csongrádi zsidó hitközség elnöke volt, édesanyja ugyanitt az izraelita jótékonysági nőegylet elnöknője volt. 1932–33-ban részt vett a cionista mozgalomban, 1934-ben elvégezte a szegedi jogi akadémiát, majd 1934-ben Tel-Avivban a helyi Palesztinai Kommunista Párt megalapításában közreműködött. 1935-től visszatért Magyarországra és ügyvédjelöltként dolgozott. Közben az illegális kommunista mozgalomban is részt vett. Ekkor vált ismertté „Tunisz” fedőnéven, mivel jellegzetesen arabos külseje volt. 1942-ben az úgynevezett Schönherz-perben életfogytiglani fegyházbüntetésre ítélték illegális kommunista szervezkedésért és a Függetlenség Mozgalombeli tevékenységéért.
Magyarország német megszállása után Németországba hurcolták. A második világháborút követően visszatért Magyarországra és ügyvédként kezdett dolgozni. 1945 júliusában a Magyar Kommunista Párt (MKP) budapesti V. kerületi pártbizottságának titkára, 1946 februárja és 1949 februárja között a Belügyminisztérium tanácsosa, majd az MDP Központi Ellenőrző Bizottságának alosztályvezetője lett. 1949 júniusától Állami Ellenőrzési Központban volt osztályvezető. 1951 decemberétől az Igazságügyi Minisztériumban dolgozott, 1953. november 8-ától 1972. október 31-éig a Legfelsőbb Bíróságon. Legmagasabb beosztása a kollégiumvezető-helyettesi volt. Innen vonult nyugdíjba.

## Szerepe az 1956-os forradalom utáni megtorlásban
A megtorlás során Vida Ferenc az egyik leghírhedtebb bíróként összesen 20 ember ellen hozott halálbüntetést első vagy másodfokon 1956-os tevékenységük miatt.
Legismertebb pere a Nagy Imre-per volt. Nevéhez fűződik még többek között Déry Tibor és társai, Erdős Péter, Haraszti Sándor és társai, Kardos László és társai, Lőcsei Pál, Mérei Ferenc és társai, Zsámboki Zoltán és társai, a Corvin közi felkelők fegyveres parancsnoka, Iván Kovács László és társai, a csepeli felkelők, Szente Károly és társai ellen lefolytatott per.

### A Nagy Imre-per vezetőbírájaként
1958. június 15-én a Legfelsőbb Bíróság általa vezetett Népbírósági Tanácsa Nagy Imrét halálra és teljes vagyonelkobzásra ítélte. Donáth Ferencet, az MSZMP Ideiglenes Intéző Bizottságának volt tagját 12 évi börtönre, Gimes Miklós újságírót halálra, Tildy Zoltán volt köztársasági elnököt, a Nagy Imre-kormány államminiszterét 6 évi börtönre, Maléter Pál honvédelmi minisztert halálra, Kopácsi Sándort, a Nemzetőrség helyettes parancsnokát életfogytiglani börtönre, Jánosi Ferencet 8 évi, Vásárhelyi Miklóst, a kormány sajtófőnökét 5 évi börtönre ítélte.
Vida Ferenc haláláig tagadta, hogy az MSZMP vezetői, illetve maga Kádár János utasította volna a halálos ítéletek meghozatalára. Mindenesetre az 1956-os forradalom és szabadságharc leverésében nyújtott tevékenységének elismeréseként a kádári vezetés kitüntette a Magyar Szabadság Érdeméremmel.
Vida az elvakultságig hithű kommunista volt. Meg volt győződve Nagy Imréék „ellenforradalmi” bűnösségéről, és a legsúlyosabb ítélet szükségességéről. Az 1956-ot követő megtorlás pereiben Vida a politikai vezetés előtt ellentmondást nem tűrő tárgyalásvezetéseiről és nagyszámú halálos ítéletéről volt ismert. A magyar politikai vezetés – Ivan Szerov szerint személy szerint Kádár – Vidát ismerve lényegében Vida személyének a per vezetésére történt kinevezésével döntött Nagy Imréék halálra ítélése mellett.
Vida 1989-ben az őelőtte a tárgyalást vezető Radó Zoltánról így vélekedett: „Radó Zoltán nem tudta vezetni a tárgyalást. Radó-féle tárgyalás alatt nem volt több mint a vádlottak kihallgatása. A vádlottak vezették a tárgyalást, Radó pedig futott utánuk, képtelen volt összefogni az ügyet.”
Vele szemben Vida a klasszikus sztálinista politikai perek bíráinak stílusában viselkedett, a bírói pártatlanságot félretéve az ügyész mellett maga is teljes egészében a vádló szerepét képviselte, kész koncepciója volt a vádlottak bűnösségére, és hogy milyen ítéletet kell hoznia.
Vida Ferenc az 1956-os megtorlás pereiben gyakran kontrollálatlan dühkitörésekkel, ordibálva támadt a vádlottakra. Félbeszakította, álláspontjuk kifejtésére nem adott módot, kioktató stílusban fojtotta a vádlottakba a szót, ha azok az ügy politikai koncepciója szempontjának ellentmondó információkat akartak közölni, nem hagyott teret semmiféle álláspont bővebb kifejtésére. Vida érezhetően mélyen azonosult érzelmileg is a vádakkal, hangjából „őszinte és mély felháborodás, sőt gyűlölet sugárzott.”
(kiabál) Bocsánatot kérek! Tessék hallgatni, amikor beszélek! Milyen jogcíme van önnek ahhoz, hogy a nyomozó csökkent művelts..., csökkent intelligenciájára hivatkozzon? Itt ön a vádlott, ezt értse meg végre! És itt nem lehet ezen a hangon beszélni! Tessék tisztességes hangon beszélni, mert tud a bíróság komoly, keményebb eszközöket is használni!
[...]

Itt azt, hogy mi a tisztességes hang és mi a tisztes..., tiszteletlen hang, én határozom meg! (ütemesen veri az asztalt) És hogyha ön nem tud rendesen viselkedni, tisztességesen viselkedni, megtanítom! Értse meg végre!
1989-es interjújában azt nyilatkozta: „Én annál undorítóbb dolgot nem tudok elképzelni, minthogy valaki fönn ül a pulpituson, bíró, tanácsot vezet és azzal, aki lenn áll a vád terhe alatt, azzal elkezd ordítozni, meg gúnyolódni, meg nem tudom mit csinálni. Hát ennél szörnyűbb, ennél embertelenebb dolgot el sem tudok képzelni."
Vida haláláig kitartott amellett, hogy bíráskodása során semmilyen jogszerűtlenségre nem került sor. A valóságban a per során törvénytelenségek sorát követte el. Indoklás nélkül utasított vissza minden védekezésre irányuló indítványt. Ha a vádlottak tanúk megidézését szorgalmazták vagy dokumentumok bemutatását indítványozták, Vida ennek egyáltalán nem vagy rendkívül korlátozottan adott helyt. A per során a védelem egyetlen tanút sem hozhatott, az összes tanú a vád képviseletében tanúskodott.

## A rendszerváltás után
A rendszerváltást nyugdíjasként érte meg. 1989-ben több nyilatkozatot adott. Megbánást nem tanúsított. Nagy Imre 1989-es újratemetése idejére családi házából – az esetleges népharagtól és felkoncolástól tartva – a Balaton környékére távozott.

## Főbb művei
- Máté György–Vida Ferenc: Hűség és hűtlenség. A függetlenségi mozgalom harcosai a "def"-en és a hadbíróság előtt; Kossuth, Bp., 1979